# 우에하스촌
우에하스촌(일본어: 殖蓮村)은 일본 군마현의 중부, 사와군에 속해있던 촌이다. 현재의 이세사키시에 해당한다.
※이세사키시 가미하스정은 이세사키시의 다른 지역의 동내 이름이다. 

## 역사
- 1889년 4월 1일 - 정촌제 시행에 의해 사이군 우에하스촌이 성립하였다.
- 1896년 4월 1일 - 군 통합에 의해 사와군이 성립하여, 소속이 변경되었다.
- 1940년 - 
  - 2월 27일 - 촌내 섬유공장 직원 기숙사에서 화재가 발생해. 여공 7명 사망, 공장 6동도 전소되었다.
  - 9월 13일 - 구 이세사키정, 모로촌과 합병해 이세사키시가 되었다.

## 교육
- 사요군 우에하스 심상초등학교 (현・이세사키 시립 우에하스초등학교)